# 洞房夜新娘
《洞房夜新娘》（ 法語：Le coucher de la mariée），法国色情短片，1896年11月摄于巴黎。

## 剧情
一对新婚夫妇举行婚礼后，新娘（路易丝·维利饰）在婚床旁脱衣服，用屏风与新郎隔开。

## 历史
据估计，影片原长约7分钟，但在法国电影档案馆保存状况很差，1996年被发现时只剩下两分钟，里面有脱衣服的镜头。